# Межлесье (Волынская область)
Межлесье (укр. Міжлісся) — село в Зимневской сельской общине Владимирского района Волынской области Украины.
Население по переписи 2001 года составляет 61 человек. Почтовый индекс — 44761. Телефонный код — 3342. Занимает площадь 0,259 км².